# دردسرسازان
دردسرسازان (ایتالیایی: Mine vaganti) یک فیلم سینمایی ایتالیایی در ژانر کمدی محصول سال ۲۰۱۰ میلادی به کارگردانی فرزان ازپتک است. بازیگران اصلی این فیلم ریکاردو اسکامارچو، آلساندرو پرتسیوزی، نیکول گریمائودو، لونتا ساوینو، انیو فانتاستیکینی، دانیله پچی و ایلاریا اوکینی هستند.
دردسرسازان از منتقدان به‌طور کلی نظرات مثبتی دریافت کرد. و همچنین جوایزی از جمله بهترین فیلم، نامزد بهترین بازیگر نقش اصلی مرد برای انیو فانتاستیکینی و بهترین بازیگر نقش مکمل زن برای ایلاریا اوکینی داشت. این فیلم همچنین  نامزد دریافت جایزه روبان نقره‌ای شد.